# محمد بشير الرز
محمد بشير بن محمد خير بن محمد الرز ولد في حي قبر السيدة عاتكة بدمشق بالجمهورية العربية السورية عام 1344هـ 1925 م، هو أحد أبرز أعلام وعلماء مجمع الشيخ أحمد كفتارو بدمشق.

## نشأته ودراسته
- نشأ في بيئة محافظة تعلم القرأن الكريم طفلا على يد جدته لأمه التي كانت حافظة ومتقنة للقران الكريم.
- أنهى دراسته الابتدائية ثم عمل مع والده.
- عندما تعرف على الشيخ أحمد كفتارو مفتي عام الجمهورية العربية السورية لازمه ملازمة تامة وانتفع بمنهجه الفكري والروحي مما شكل شخصيته العلمية والتربوية ثم دفعه الشيخ أحمد كفتارو إلى متابعة تحصيله العلمي فكان يعمل في النهار ويدرس في المساء وحصل على الشهادة الاعدادية ثم الثانوية العامة ثم دخل كلية الحقوق بجامعة دمشق وتخرج منها عام 1962 م

## الدراسة الدينية
- حثه شيخه أحمد كفتارو أن يتابع تحصيله الشرعي في كلية الشريعة وقد فعل وتخرج منها سنة 1966 م .
- لازم الشيخ رشدي العلبي وتزوج ابنته وقرأ على عدد من كبار العلماء منهم :
  - الشيخ محمود الرنكوسي
  - الشيخ إبراهيم اليعقوبي
  - الشيخ محمد حمزة .

## عمله
عمل خلال دراسته موجها في الثانوية الشرعية قرابة الخمس سنوات كما عمل في تدريس التربية الإسلامية في عدة ثانويات ثم عين مدرسا دينيا عاما في إدارة الإفتاء والتدريس الديني في عدة مساجد بمدينة دمشق.
كما قام الشيخ محمد بشير الرز بتدريس مادة الفقة في كلية الشريعة بجامعة دمشق كما درس العديد من العلوم الشرعية في كلية الدعوة الإسلامية وكلية أصول الدين وكلية الشريعة في مجمع الشيخ أحمد كفتارو.
اسندت اليه وظيفة الإمامة والخطابة في العديد من مساجد دمشق.
صدرت طبعة للقرأن الكريم بإشرافه في عام 1425 هـ وبهامشها النور المبين لبيان تفسير القرأن الكريم.
كما عمل مدرسا ومديرا في المعهد الشرعي للدعوة والإرشاد وعضو الهيئة العامة لجمعية الأنصار.
شارك في عدة مؤتمرات إسلامية محلية وعربية.

## مؤلفاته
ومن مؤلفاته:
- العقيدة الإسلامية
- دراسة وتطبيق

تحقيقات
- النور المبين لبيان وتفسير القرآن الكريم فهرسة السور والأجزاء – دار الفرقان للطباعة والنشر والتوزيع – 1431  هـ– 2010  م

## وفاته
توفي عن عمر يناهز 86 عاما صباح يوم السبت 5 محرم 1432 هـ الموافق 11 ديسمبر 2010 م